# Hòa Hội, Tây Ninh
Hòa Hội là một xã thuộc tỉnh Tây Ninh, Việt Nam.

## Địa lý
Xã Hòa Hội có vị trí địa lý:
- Phía đông giáp xã Hảo Đước
- Phía tây giáp Campuchia
- Phía nam giáp xã Ninh Điền
- Phía bắc giáp xã Phước Vinh

Xã Hòa Hội có diện tích 111,30 km², dân số năm 2025 là 14.395 người

## Hành chính
Xã Hòa Hội được chia thành 12 ấp: Hòa An, Bố Lớn, Bưng Rò, Hiệp Phước, Cây Ổi, Hòa Hợp, Hiệp Thành, Hiệp Bình, Bến  Cầu, Tân Long, Tân Định và Rạch Tre.

## Lịch sử
Trong đợt cải cách hành chính Việt Nam năm 2025, theo Nghị quyết số 1682/NQ–UBTVQH15 các xã Biên Giới, Hòa Thạnh và Hòa Hội, thuộc huyện Châu Thành, tỉnh Tây Ninh sẽ được sáp nhập và thành lập xã Hòa Hội, tỉnh Tây Ninh.